# Pinus morrisonicola
Pinus uyematsui (сосна Уемацу) — вид роду сосна родини соснових.
Інша назва: Pinus morrisonicola Hayata 

## Поширення
Країни зростання: Зростає тільки на острові Тайвань (провінція Китаю) та на деяких маленьких острівцях біля нього.